# 勞內特巴赫河
49°37′38.72″N 12°28′22.60″E / 49.6274222°N 12.4729444°E

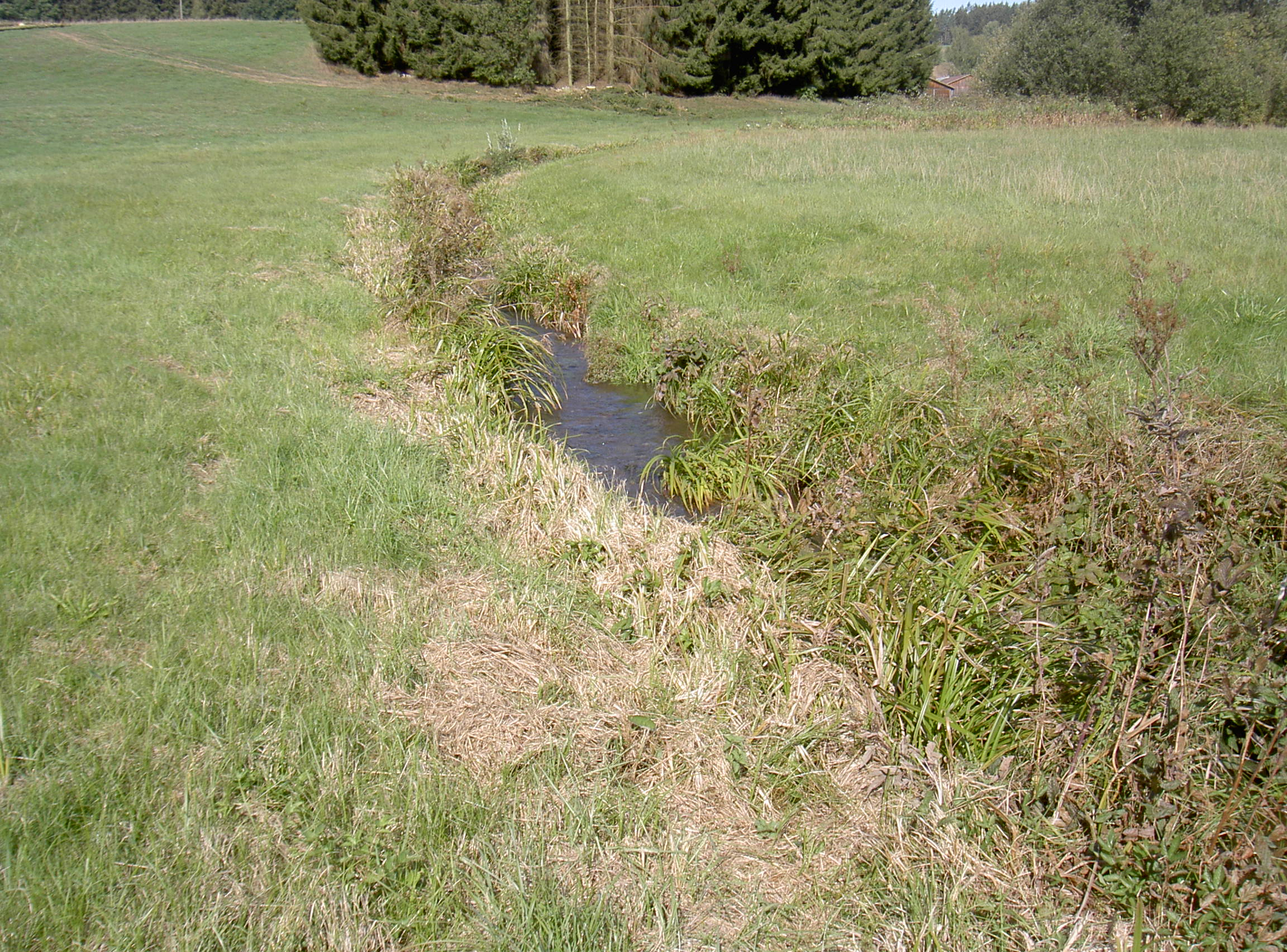

勞內特巴赫河是德國的河流，位於該國東南部，由巴伐利亞負責管轄，屬於普夫賴姆德河的右支流，河道全長8.2公里，流域面積23.1平方公里，流經瓦爾德納布河畔諾伊施塔特縣。